# Der Wachtposten (Nikolai Leskow)

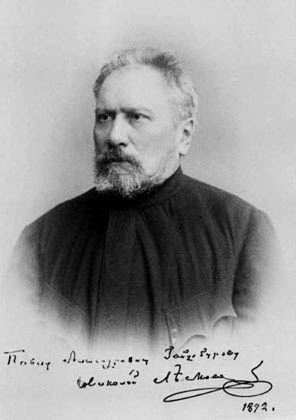
Nikolai Leskow im Jahr 1872

Der Wachtposten, auch Der Mensch im Schilderhaus (russisch Человек на часах, Tschelowek na tschassach), ist eine Erzählung des russischen Schriftstellers Nikolai Leskow, die 1887 im Aprilheft der Moskauer Zeitschrift Russkaja mysl unter dem Titel Rettung eines Ertrinkenden erschien.

## Hintergrund
Leskow unterstreicht im ersten der achtzehn – durchweg im Lapidarstil niedergeschriebenen – Kapitel: „Diese halb höfische, halb historische Geschichte kennzeichnet … die Sitten und den Geist … der … Epoche der dreißiger Jahre des neunzehnten Jahrhunderts, von der es nur sehr wenige Darstellungen gibt. In der folgenden Erzählung ist nicht das geringste erfunden.“
Nikolai Iwanowitsch Miller, nach dessen Bericht der Text entstand, war seinerzeit Chef der Wachkompanie, in der der titelgebende Wachtposten, der Soldat Postnikow, diente. Die Kompanie gehörte zum Ismailower Regiment.
Leskow war 1880–1885 Wohnungsnachbar von Baron A. E. Stromberg, dem Schwiegersohn Millers. Der im 16. und 17. Kapitel auftretende Bischof ist der Moskauer Metropolit Filaret Drosdow.

## Inhalt
Winter 1839 um den Dreikönigstag im Petersburger Winterpalais: Der Zar Nikolai Pawlowitsch ist zu Bett gegangen. Eine ruhige Nacht steht bevor, meint Hauptmann Miller und nimmt ein Buch zur Hand. Da wird ihm gemeldet, Soldat Postnikow habe sich unerlaubt von seinem Posten, dem Schilderhaus nahe bei der Jordan-Auffahrt, entfernt. Der Soldat habe auf nächtliche Hilferufe hin einen Ertrinkenden aus einem Eisloch der Newa gezogen. Äußerst erregt legt der Kompaniechef seine Lektüre beiseite, fragt den Gemeinen Postnikow aus und meldet dem Vorgesetzten Bataillonskommandeur Oberstleutnant Swinjin das besondere Vorkommnis umgehend schriftlich.
Als das Schreiben den Oberstleutnant erreicht, springt der aus dem Bett, zieht die Uniform an und möchte an einem Detail der Meldung bald verzweifeln. Postnikow hat Miller gestanden, wie er bei seiner Rettungsaktion auf dem Eise von einem vorbeikommenden Offizier vom Invalidenkommando erwischt worden wäre. Swinjin steckt Postnikow in den Karzer und wirft Miller ein Zuviel an Humanität vor.
Der Zar darf das Vorkommnis nicht mitbekommen. Aber der Offizier vom Invalidenkommando hat seine Beobachtung gewiss schon längst dem Oberpolizeimeister von Petersburg General Kokoschkin gemeldet. Der General rapportiert jeden Morgen sehr zeitig dem Herrscher. Eile tut not. Swinjin lässt sich beim General melden.
Es ergibt sich im Gespräch, Kokoschkin weiß noch nichts. Der General lässt den Geretteten kommen und befragt ihn im Beisein des Offiziers vom Invalidenkommando zum Hergang des Unfalles. Der Gerettete sagt aus: Diesem Offizier verdanke er das Leben. Dabei hatte der Offizier den durchnässten Geretteten nur zum Polizeiamt nahe bei der Admiralität in die Morskaja gebracht. Der wachhabende Polizist dort auf dem Amt hatte sich gewundert, wie der Retter trockengeblieben war. Der durchnässte Postnikow hatte längst seinen Posten am Schilderhaus wieder bezogen.
Der General fragt den Offizier nach Zeugen bei der Rettungsaktion. Der vom Invalidenkommando nennt den Wachtposten. Kokoschkin will das nicht noch einmal hören. Ein Posten bleibt stets am Schilderhaus. Basta.
General Kokoschwin vergewissert sich noch, ob der Offizier vom Invalidenkommando zuvor beim Großfürsten gewesen war. Der Offizier verneint. Er sei direkt zum General gegangen. Dafür heftet ihm der Oberpolizeimeister die Lebensrettermedaille an die Brust. Der Gemeine Postnikow bekommt vor der Front zweihundert Rutenschläge.

## Rezeption
Reißner schreibt 1971: „Niemand wagt es, für Humanität und Gerechtigkeit einzutreten, Betrug wird belohnt, Selbstlosigkeit bestraft. Am Ende sind alle mit sich und der Welt zufrieden, absurderweise selbst Postnikow, hatte er doch noch Schlimmeres erwarten müssen.“

## Deutschsprachige Ausgaben
- Der Mensch im Schilderhaus. Deutsch von Siegfried von Vegesack. Illustrationen von Marianne Richter. S. 5–22 in Nikolai Ljesskow: Der Mensch im Schilderhaus. Novellen. 157 Seiten. Alster Verlag Curt Brauns, Wedel in Holstein 1949 (1. Aufl.)
- Der Wachtposten. Deutsch von Ena von Baer. S. 309–333 in Nikolai S. Leskow: Am Ende der Welt und andere Meistererzählungen. 391 Seiten. Dieterich’sche Verlagsbuchhandlung, Leipzig 1968 (2. Aufl.)

Verwendete Ausgabe:
- Der Wachtposten. Deutsch von Charlotte Kossuth. S. 328–350 in Eberhard Reißner (Hrsg.): Nikolai Leskow: Gesammelte Werke in Einzelbänden. Der Gaukler Pamphalon. 616 Seiten. Rütten & Loening, Berlin 1971 (1. Aufl.)